# آچرو مانیاس
آچرو مانیاس (اسپانیایی: Achero Mañas‎؛ زادهٔ ۵ سپتامبر ۱۹۶۶) بازیگر، کارگردان فیلم و فیلم‌نامه‌نویس اهل اسپانیا است. سومین فیلم بلند او با عنوان هر چیزی که بخواهی در سال ۲۰۱۰ برای نخستین بار در جشنواره بین‌المللی فیلم تورنتو به نمایش درآمد.
از فیلم‌ها یا برنامه‌های تلویزیونی که وی در آن نقش داشته‌است، می‌توان به ۱۴۹۲: فتح بهشت، بولا و هر آنچه بخواهی اشاره کرد.